# Chiesa di San Bartolomeo Apostolo (Erto e Casso)
La chiesa arcipretale di San Bartolomeo Apostolo è la parrocchiale di Erto, frazione-capoluogo del comune sparso di Erto e Casso, in provincia di Pordenone e diocesi di Concordia-Pordenone; fa parte della forania di Maniago.

## Storia

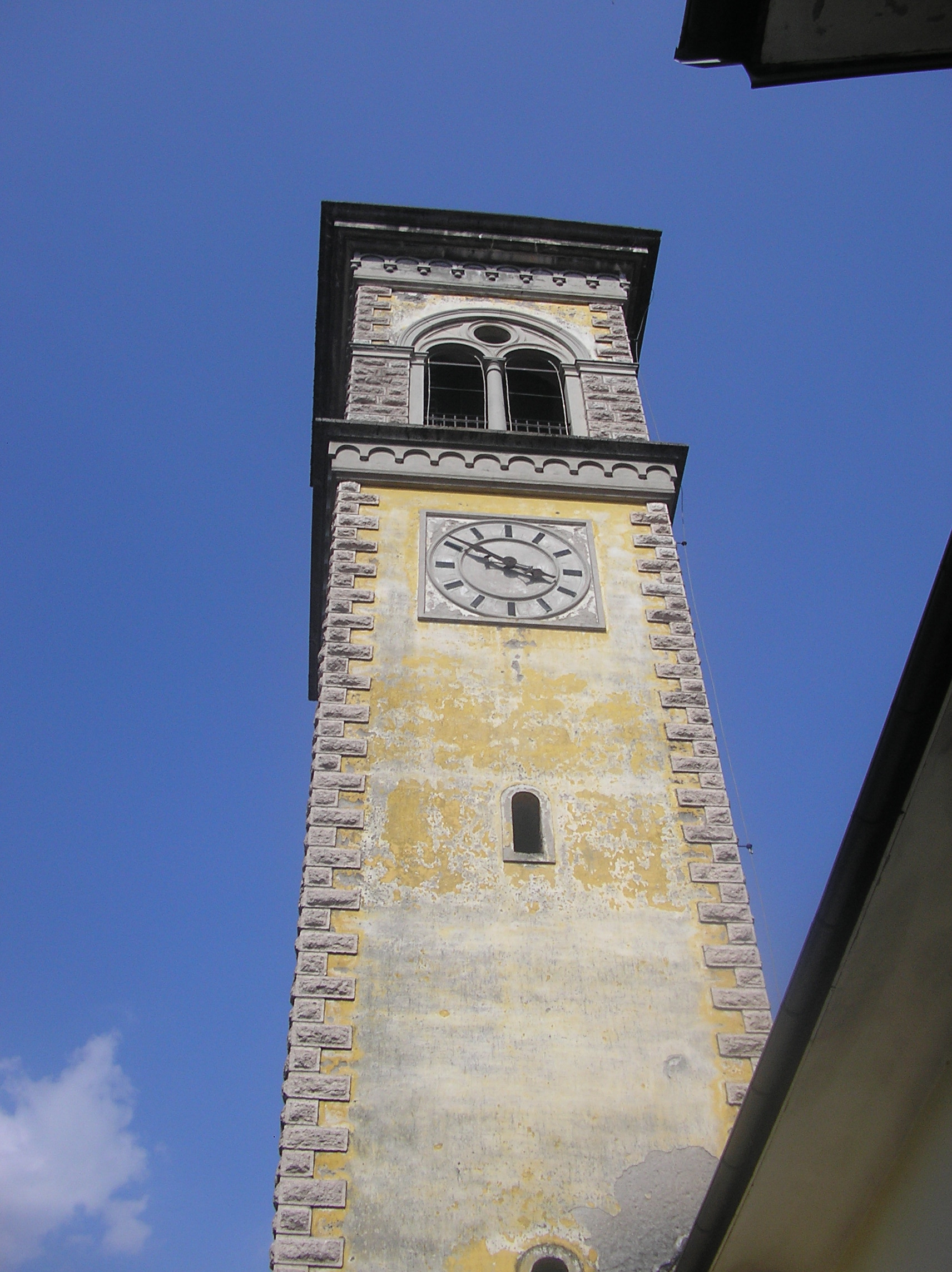
Il campanile della chiesa

Si ritiene che Erto fosse compresa nella giurisdizione dell'abbazia di Sesto al Reghena sin dal momento della fondazione di quest'ultima (VIII secolo), a sua volta inclusa nel patriarcato di Aquileia. Questa situazione si mantenne anche quando l'abbazia fu ridotta a commenda (1441) e fino alla sua definitiva soppressione (1786), quando la parrocchia tornò sotto il diretto controllo dell'arcivescovo di Udine (l'ex patriarca).
I primi riferimenti riguardanti la chiesa sono però molto più tardi: secondo un'iscrizione posta all'interno della stessa, l'attuale edificio fu iniziato nel 1606. La costruzione fu estremamente lenta: nel 1670 Erto fu devastata da un incendio e il cantiere, ancora da ultimare, subì un forte rallentamento; l'edificio risultava ancora incompiuto nel 1698, come annotato durante la visita pastorale di quell'anno.
Divenne parrocchiale autonoma il 24 settembre 1645, quando il patriarca Marco Gradenigo accolse l'istanza degli abitanti presentata tre anni prima e la staccò dalla pieve di Cimolais. Questo evento provocò alcuni attriti di carattere giurisdizionale con l'abate di Sesto e il nunzio apostolico a Venezia.
Il 1º maggio 1818, assieme alle parrocchie di Cimolais e Claut, Erto passò dall'arcidiocesi di Udine alla diocesi di Concordia.
Solo a metà Ottocento il luogo sacro fu definitivamente concluso con il completamento delle dipinture interne ed esterne. All'inizio del Novecento fu costruito l'odierno campanile, poiché l'originario secentesco dovette essere abbattuto per sistemare la strada adiacente.
Il 1º aprile 1947 i capifamiglia rinunciarono al diritto di eleggere il parroco e la chiesa ebbe in cambio il titolo di arcipretale
L'edificio subì diversi danni durante la tragedia del Vajont e per molto tempo rimase inagibile. Poco dopo, con la costruzione della Nuova Erto in località Stortan, fu inaugurata un'altra chiesa dedicata allo stesso santo, su progetto degli architetti Glauco Gresleri e Silvano Varnier. Attualmente è questo l'edificio ecclesiastico più utilizzato, anche se la chiesa vecchia, riaperta al culto nel 2007 dopo un importante restauro, mantiene il titolo di parrocchiale.

## Descrizione
La facciata della chiesa è scandita da quattro lesene; l'interno è ad un'unica navata.
Opere di pregio qui conservate sono l'altare maggiore, impreziosito da due statue ritraenti i santi Pietro e Paolo, l'affresco del soffitto, eseguito nel XIX secolo, i quattro altari laterali, la pala raffigurante il Martirio di San Bartolomeo, il quadretto con soggetto la Madonna del Carmine, realizzato nel 1825 dal predazzano Tommaso Rasmo, e il seicentesco Crocifisso ligneo intagliato probabilmente da Andrea Brustolon.